# Barry Dean
Barry Dean (né le 26 février 1955 à Maple Creek en Saskatchewan au Canada) est un joueur professionnel de hockey sur glace. Il est choisi lors du repêchage d'entrée dans la Ligue nationale de hockey de 1975 en tant que deuxième joueur de la séance par les Scouts de Kansas City mais également le sixième choix du repêchage amateur de l'Association mondiale de hockey par les Oilers d'Edmonton.

## Parenté dans le sport
Il est l'oncle du joueur de hockey professionnel, Zack Smith.

## Statistiques
| Saison     | Équipe                 | Ligue      |     | Saison régulière | Saison régulière | Saison régulière | Saison régulière | Saison régulière |   | Séries éliminatoires | Séries éliminatoires | Séries éliminatoires | Séries éliminatoires | Séries éliminatoires |
| Saison     | Équipe                 | Ligue      | PJ  | B                | A                | Pts              | Pun              | PJ               | B | A                    | Pts                  | Pun                  |                      |                      |
| 1971-1972  | Saskatoon Olympics     | SJHL       | -   | -                | -                | -                | -                | -                | - | -                    | -                    | -                    |                      |                      |
| 1971-1972  | Tigers de Medicine Hat | WCHL       | 26  | 2                | 5                | 7                | 46               |                  |   |                      |                      |                      |                      |                      |
| 1972-1973  | Tigers de Medicine Hat | WCHL       | 68  | 23               | 30               | 53               | 208              |                  |   |                      |                      |                      |                      |                      |
| 1973-1974  | Tigers de Medicine Hat | WCHL       | 66  | 23               | 73               | 96               | 213              |                  |   |                      |                      |                      |                      |                      |
| 1974-1975  | Tigers de Medicine Hat | WCHL       | 64  | 40               | 75               | 115              | 159              | 5                | 4 | 6                    | 10                   | 28                   |                      |                      |
| 1975-1976  | Roadrunners de Phoenix | AMH        | 71  | 9                | 25               | 34               | 110              |                  |   |                      |                      |                      |                      |                      |
| 1976-1977  | Rockies du Colorado    | LNH        | 79  | 14               | 25               | 39               | 92               |                  |   |                      |                      |                      |                      |                      |
| 1977-1978  | Flyers de Philadelphie | LNH        | 56  | 7                | 18               | 25               | 34               |                  |   |                      |                      |                      |                      |                      |
| 1978-1979  | Mariners du Maine      | LAH        | 36  | 18               | 17               | 35               | 94               | 5                | 2 | 1                    | 3                    | 0                    |                      |                      |
| 1978-1979  | Flyers de Philadelphie | LNH        | 30  | 4                | 13               | 17               | 20               |                  |   |                      |                      |                      |                      |                      |
| 1979-1980  | Mariners du Maine      | LAH        | 77  | 23               | 26               | 49               | 106              | 12               | 8 | 9                    | 17                   | 21                   |                      |                      |
| 1980-1981  | Wind du Wichita        | LCH        | 30  | 14               | 14               | 28               | 54               |                  |   |                      |                      |                      |                      |                      |
| 1981-1982  | Express de Fredericton | LAH        | 28  | 2                | 17               | 19               | 10               |                  |   |                      |                      |                      |                      |                      |
| Totaux AMH | Totaux AMH             | Totaux AMH | 71  | 9                | 25               | 34               | 110              |                  |   |                      |                      |                      |                      |                      |
| Totaux LNH | Totaux LNH             | Totaux LNH | 165 | 25               | 56               | 81               | 146              |                  |   |                      |                      |                      |                      |                      |